# HVB塔

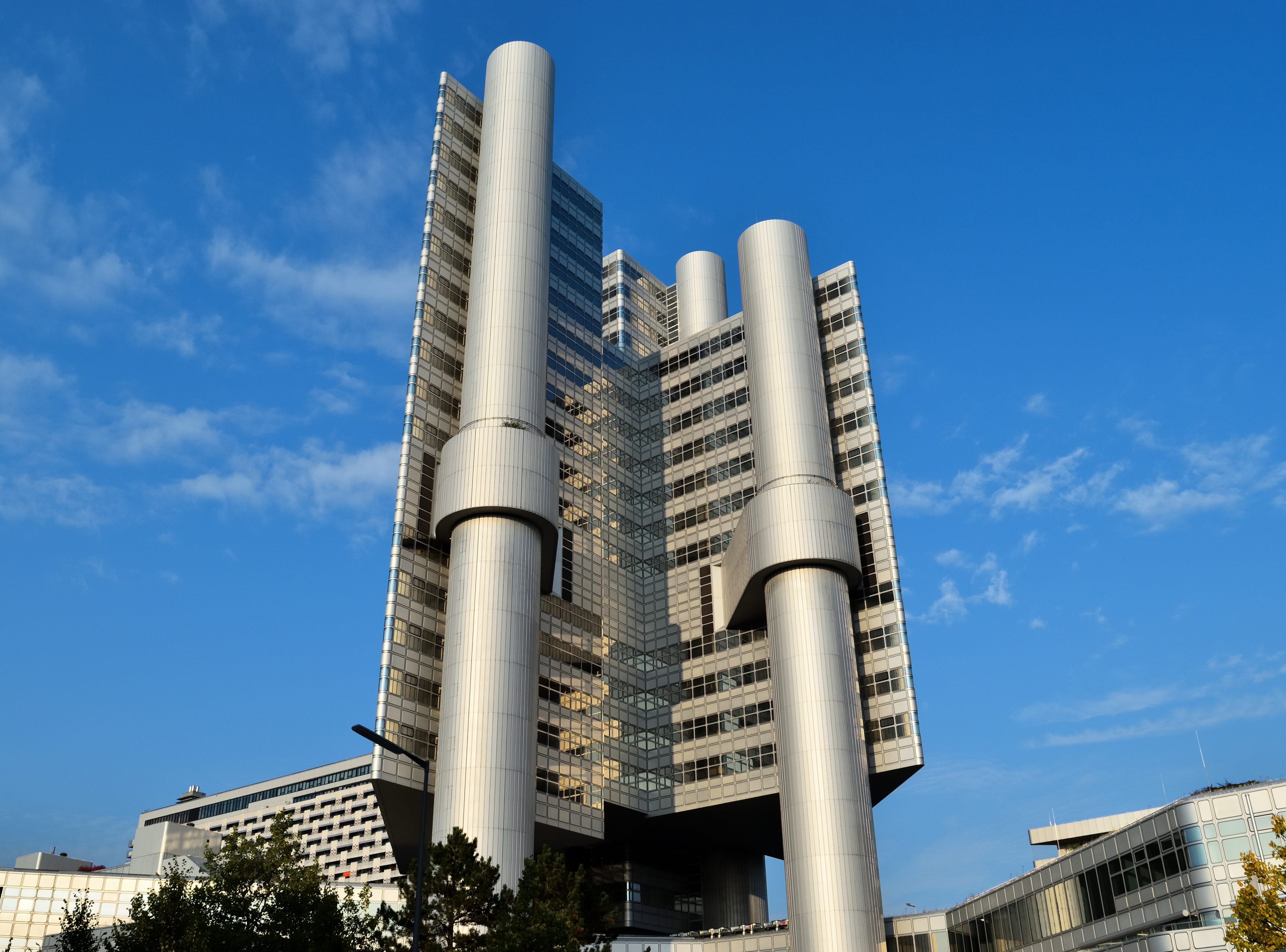

HVB塔（HVB Tower），舊稱裕寶銀行大樓（Hypo-house），是德國慕尼黑的一座建築，屬於裕寶銀行。2011年，裕寶銀行宣布對這座建築進行大規模翻新。